# Lourdes García Campos
María Lourdes García Campos (Madrid, 15 de noviembre de 1975) es una periodista deportiva española. Presentadora y narradora en competiciones de diversas disciplinas. Ha trabajado en siete Juegos Olímpicos, desde Sidney 2000. 

## Trayectoria
Comenzó su carrera profesional en Real Madrid TV, para pasar posteriormente a la redacción del área de Deportes de los Servicios Informativos de Televisión Española, desde febrero de 1998.
En TVE ha sido editora, comentarista y presentadora de diversos eventos deportivos, ha cubierto Juegos Olímpicos de Verano —Sídney 2000, Atenas 2004, Pekín 2008, Londres 2012, Río 2016, Tokio 2020 , Paris 2024—, Circuitos europeos y mundiales de atletismo, balonmano, natación, saltos de natación, esquí o tenis; ha sido presentadora, editora y reportera en Mundiales de fútbol, Eurocopas, Campeonato Nacional de Liga de Primera División, Copas del Rey, partidos de la Selección española de fútbol o en la Champions League.
También ha presentado y editado programas en plató como Estudio estadio —entre 2004 y 2005 en sustitución de Iñaki Cano y Juan Carlos Rivero —, El rondo de Estudio estadio —entre 2005 y 2007, dirigido por Alfonso Arús y copresentado por Quique Guasch, Teledeporte 2 —entre 2007 y 2008, editado por Ana José Cancio y Conexión TDP —entre 2011 y 2012—.
En 2016 recibió el premio "Corazón solidario".
Entre el 4 de febrero de 2019 y agosto de 2022 presentó el bloque de deportes del Telediario 1.ª edición de TVE.
En Paris 2024, sus séptimos Juegos Olímpicos, fue la narradora de atletismo, deporte del que temporadas antes hizo las entrevistas a pie de pista a los atletas . Ese año, colaboró en el Máster de Periodismo Deportivo de la Asociación Española de la Prensa Deportiva y  la Universidad Católica de Murcia-UCAM. 
Practicante de deporte desde los seis años, corriendo en carreras populares, ha practicado atletismo, ballet, gimnasia rítmica, tenis, vóley, fútbol sala, esquí, escalada…en 2015, corrió la maratón de Nueva York, junto a la también periodista Rocío Martínez. Su padre jugó al balonmano en el Atlético de Madrid. De adulta sigue practicando el running.  

## Premios
- Premio Silvestre 2024, galardón que otorga anualmente la Agrupación Deportiva San Silvestre Vallecana desde 1991. Junto a ella fueron premiados la también periodista Mónica Martínez, Jordan Díaz, Luis Ángel Maté y Fran Garrigós. [10]